# هلن مگو
هلن دیک مگو (انگلیسی: Helen Megaw; ۱ ژوئن ۱۹۰۷ – ۲۶ فوریهٔ ۲۰۰۲) دانشمند برجسته ایرلندی در زمینه کریستالوگرافی پرتو ایکس بود که نقش بسزایی در تعیین ساختار بلوری یخ و کشف ساختار پروسکایت ایفا کرد. این پژوهشگر پیشگام در خانوادهای تحصیل کرده در دوبلین به دنیا آمد که پدرش قاضی و مادرش معلم ریاضیات بود و هر دو از دانشگاه کوئینز بلفاست فارغ‌التحصیل شده بودند. جزیرهای در اقیانوس منجمد جنوبی و کانی مگویت (CaSnO3) از گروه پروسکایت به نام او ثبت شده است.

## اوایل زندگی و تحصیل
مسیر علمی مگو از دوران تحصیل در کالج الکساندرای دوبلین آغاز شد و پس از نقل مکان خانواده به بلفاست، در مدرسه متودیست و سپس مدرسه مشهور رودین انگلستان ادامه یافت. مطالعه کتاب «ساختار بلورها و پرتوهای ایکس» نوشته براگ در دوران مدرسه، جرقه اولیه علاقه او به این حوزه را زد. در سال ۱۹۲۶ برای تحصیل علوم طبیعی به کالج گیرتون دانشگاه کمبریج رفت و تحت نظر جی.دی. برنال، از چهره‌های سرشناس کریستالوگرافی، به تحقیق پرداخت.
تحقیقات دکترای مگو در سال ۱۹۳۴ با تمرکز بر ساختار مولکولی یخ به ثمر نشست. دریافت بورسیه تحقیقاتی هرتا آیرتون به او این فرصت را داد تا در وین زیر نظر هرمان فرانسیس مارک به مطالعات خود ادامه دهد. همکاری علمی او با برنال در سال ۱۹۳۵ به ارائه مدل برنال-مگو برای تعیین موقعیت اتم‌های هیدروژن انجامید که دستاورد مهمی در این حوزه محسوب می‌شد.
پس از یک دوره تحقیق در آکسفورد با فرانسیس سایمون، مگو چند سالی به تدریس در مدارس پرداخت تا اینکه در سال ۱۹۴۳ به عنوان متخصص کریستالوگرافی صنعتی در شرکت فیلپس لامپز لندن مشغول به کار شد. تحقیقات او در این شرکت بر روی تیتانات باریم، منجر به کشف ویژگی‌های ساختاری پروسکایت شد که نام او را به عنوان مرجع این حوزه تثبیت کرد.
در سالهای پس از جنگ جهانی دوم، مگو مجدداً با برنال در بیرکبک، دانشگاه لندن همکاری کرد و سپس به آزمایشگاه کاوندیش کمبریج پیوست. او در طول حیات علمی خود دو کتاب مهم تألیف کرد: «پیزوالکتریسیته در کریستال‌ها» (۱۹۵۷) و «ساختارهای کریستالی: رویکردی عملی» (۱۹۷۳) که هر دو از منابع معتبر این رشته به‌شمار می‌روند.
مگو در سال ۱۹۴۹ به عنوان مشاور علمی گروه طراحی الگو برای جشنواره بریتانیا ۱۹۵۱ انتخاب شد و نقش کلیدی در به‌کارگیری تصاویر کریستالوگرافی در طراحی‌های صنعتی ایفا کرد. نمونه‌هایی از این طراحی‌ها در سال ۲۰۱۹ در نمایشگاه «هنر نوآوری» موزه علوم لندن به نمایش درآمد.

## جوایز و افتخارات
جامعه علمی با اهدای جوایز متعددی از خدمات این دانشمند قدردانی کرد. جزیرهای در اقیانوس منجمد جنوبی و کانی مگویت (CaSnO3) از گروه پروسکایت به نام او ثبت شده است. در سال ۱۹۸۹، مگو به عنوان اولین زن، مدال معتبر روبلینگ انجمن کانیشناسی آمریکا را دریافت کرد. دانشگاه های کمبریج و کوئینز بلفاست نیز دکترای افتخاری خود را به این پژوهشگر برجسته اهدا کردند.
هلن مگو در سال ۱۹۷۲ بازنشسته شد اما تا آخرین روزهای عمر در ۹۴ سالگی به تحقیق و مطالعه ادامه داد. او در سال ۲۰۰۲ در بالسکاسل آنتریم چشم از جهان فروبست و میراث علمی ارزشمندی از خود به جای گذاشت. مجموعه آثار و یادداشت‌های علمی او از جمله نمونه‌های پارچهای طراحی شده برای جشنواره بریتانیا، امروزه در موزه علوم لندن نگهداری می‌شود.